# Dorota Kędzierzawska
Dorota Kędzierzawska, född 1 juni 1957 i Łódź, är en polsk manusförfattare och filmregissör av dokumentär- och långfilm.
Kędzierzawska utexaminerades från filmhögskolan i Łódź 1981 men hade dessförinnan slutfört en kurs i kulturvetenskap vid universitetet i Łódź och under två år studerat filmregi vid VGIK i Moskva.
Hon har regisserat flera hyllade filmer, såsom Crows, Nothing, I am, och Devils, Devils. Hennes filmer handlar ofta om missgynnade barns erfarenheter och hur de kämpar mot ekonomiska svårigheter, vuxnas avvisande eller bäggedera. Hennes karaktärer är ofta kvinnor som förtvivlat kämpar efter kärlek. I hennes senaste film, Tid att dö (Pora Umierać, 2007), en svartvit film, skildras det dagliga livet för en gammal kvinna vid namn Aniela, spelad av den polska film- och scenstjärnan Danuta Szaflarska.

## Filmografi i urval
- 1988 – Koniec Świata
- 1991 – Diabły, diabły
- 1994 – Wrony
- 1998 – Nic
- 2005 – Jestem
- 2007 – Tid att dö
- 2011 – Tomorrow Will Be Better(Inny swiat)
- 2012 – Another World